# Koos Verdam
Pieter Jacobus (Koos) Verdam (Amsterdam, 15 januari 1915 - Bilthoven, 11 maart 1998) was een Nederlandse rechtsgeleerde, hoogleraar en politicus.
De gereformeerde Koos Verdam was de zoon van een rechter, die ook politiek actief was. Hij studeerde van 1933 tot 1938 rechten aan de Vrije Universiteit Amsterdam, waarna hij in 1940 aan diezelfde universiteit promoveerde. In 1945 werd hij aan de VU benoemd tot hoogleraar Romeins recht en internationaal privaatrecht. Daarnaast was hij van 1958 tot 1966 lid van Provinciale Staten van Noord-Holland. Op 5 september 1966 werd hij vrij onverwacht minister van Binnenlandse Zaken in het kabinet-Cals als opvolger van de afgetreden Jan Smallenbroek. Dezelfde functie bekleedde hij ook een klein half jaar in het daaropvolgende (interim)kabinet-Zijlstra.
Verdam voelde zich meer aangetrokken tot de wetenschap dan tot de politiek, hoewel hij van 1967 tot 1970 nog wel lid was van de Eerste Kamer. In 1967 keerde hij terug naar de Vrije Universiteit als hoogleraar Romeins Recht en Nederlandse rechtsgeschiedenis. Hij werd in 1970 tot commissaris van de Koningin in Utrecht benoemd en vervulde dat ambt tot 1980. In 1977 deed hij als informateur tijdens de kabinetsformatie dat jaar samen met Maarten Vrolijk die commissaris van de koningin in Zuid-Holland was, een mislukte poging om een tweede kabinet-Den Uyl tot stand te brengen.
In 1943 huwde Koos Verdam met Jantine Boomsma, met wie hij zeven kinderen kreeg.
- Biografisch Portaal: 02418686
- Digitale Bibliotheek voor de Nederlandse Letteren: verd042
- International Standard Name Identifier: 0000 0000 8312 8616
- Library of Congress Control Number: n80162253
- Nationale Bibliotheek van Israël: 987007280511905171
- Nederlandse Thesaurus van Auteursnamen: 068196385
- Parlement.com: vg09lldv7wzu
- Virtual International Authority File: 113101725
- WorldCat: E39PBJcRdM6Q7TrDY6GtXwYpT3